# Meinhard Nehmer
Meinhard Nehmer (Bobolin, 13 januari 1941) is een voormalig Oost-Duits bobsleepiloot. Nehmer won als piloot tijdens de Olympische Winterspelen 1976 zowel goud in de tweemansbob als de viermansbob. Op de wereldkampioenschappen veroverde Nehmer vier medailles waarvan één gouden in 1977 in de viermansbob . Tijdens de Olympische Winterspelen 1980 won Nehmer wederom goud in de viermansbob en een bronzen medaille in de tweemansbob.

## Resultaten
- Olympische Winterspelen 1976 in Innsbruck  in de tweemansbob
- Olympische Winterspelen 1976 in Innsbruck  in de viermansbob
- Wereldkampioenschappen bobsleeën 1977 in Sankt Moritz  in de viermansbob
- Wereldkampioenschappen bobsleeën 1978 in Lake Placid  in de tweemansbob
- Wereldkampioenschappen bobsleeën 1978 in Lake Placid  in de viermansbob
- Wereldkampioenschappen bobsleeën 1979 in Königssee  in de viermansbob
- Olympische Winterspelen 1980 in Lake Placid  in de tweemansbob
- Olympische Winterspelen 1980 in Lake Placid  in de viermansbob

1932: Hubert Stevens / Curtis Stevens ·
1936: Ivan Brown / Alan Washbond ·
1948: Felix Endrich / Friedrich Waller ·
1952: Andreas Ostler / Lorenz Nieberl ·
1956: Lamberto Dalla Costa / Giacomo Conti ·
1964: Anthony Nash / Robin Dixon ·
1968: Eugenio Monti / Luciano De Paolis ·
1972: Wolfgang Zimmerer / Peter Utzschneider ·
1976: Meinhard Nehmer / Bernhard Germeshausen ·
1980: Erich Schärer / Josef Benz ·
1984: Wolfgang Hoppe / Dietmar Schauerhammer ·
1988: Jānis Ķipurs / Vladimir Kozlov ·
1992: Gustav Weder / Donat Acklin ·
1994: Gustav Weder / Donat Acklin ·
1998: Günther Huber / Antonio Tartaglia en Pierre Lueders / David MacEachern ·
2002: Christoph Langen / Markus Zimmermann ·
2006: André Lange / Kevin Kuske ·
2010: André Lange / Kevin Kuske ·
2014: Beat Hefti / Alex Baumann ·
2018: Francesco Friedrich / Thorsten Margis en Justin Kripps / Alexander Kopacz ·
2022: Francesco Friedrich / Thorsten Margis
1924: Scherrer / Neveu / A.Schläppi / H.Schläppi ·
1928: Fiske / Tucker / Mason / Gray / Parke ·
1932: Fiske / Eagan / Gray / O'Brien ·
1936: Musy / Gartmann / Bouvier / Beerli ·
1948: Tyler / Martin / Rimkus / D'Amico ·
1952: Ostler / Kuhn / Nieberl / Kemser ·
1956: Kapus / Diener / Alt / Angst ·
1964: V.Emery / Kirby / Anakin / J.Emery ·
1968: Monti / De Paolis / Zandonella / Armano ·
1972: Wicki / Leutenegger / Camichel / Hubacher ·
1976: Nehmer / Babock / Germeshausen / Lehmann ·
1980: Nehmer / Musiol / Germeshausen / Gerhardt ·
1984: Hoppe / Wetzig / Schauerhammer / Kirchner ·
1988: Fasser / Meier / Fässler / Stocker ·
1992: Appelt / Schroll / Winkler / Haidacher ·
1994: Czudaj / Brannasch / Hampel / Szelig ·
1998: Langen / Zimmermann / Jakobs / Hampel ·
2002: Lange / Kühn / Kuske / Embach ·
2006: Lange / Hoppe / Kuske / Putze ·
2010: Holcomb / Mesler / Tomasevicz / Olsen ·
2014: Melbārdis / Dreiškens / Vilkaste / Strenga  ·
2018: Friedrich / Bauer / Grothkopp / Margis   ·
2022: Friedrich / Margis / Bauer / Schüller
- Gemeinsame Normdatei: 1217313206
- Virtual International Authority File: 5653160001842830300008